# Temps de compilació
S'anomena temps de compilació (compile-time en anglès) a l'interval de temps en què un compilador compila codi escrit en un llenguatge de programació a una forma de codi executable per una màquina.
El compilador normalment realitza una revisió de sintaxi, que inclou entre d'altres una revisió de tipus i execució de regles d'àmbit, seguit d'una anàlisi semàntica, que es compon de processos com l'enllaçat estàtic, la instanciació de plantilles i l'optimització del codi generat. L'enllaçat dinàmic es realitza normalment després del temps de compilació, bé en temps d'execució o abans d'aquest, per mitjà d'un carregador de programes. La revisió de límits d'arrays normalment no es fa en temps de compilació.
Aquest terme sol emprar, en oposició a temps d'execució, per indicar si una acció o fet succeeix en un o altre temps.
El temps de compilació no succeeix en els llenguatges interpretats, ja que aquests no necessiten compilar. En aquests llenguatges, certes accions típiques de la compilació com és la comprovació de la sintaxi es realitzen abans de començar a executar el codi, però no és pròpiament una compilació.